# Museo diocesano (Genova)

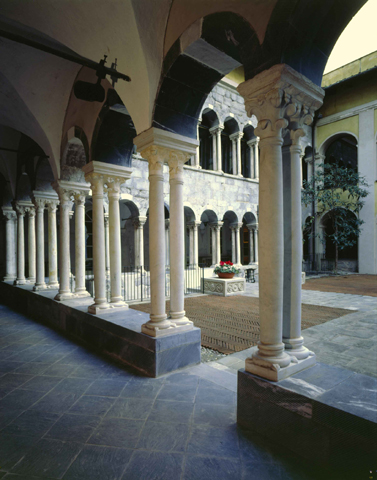
Chiostro dei Canonici

Il Museo diocesano di Genova è allestito all'interno del chiostro di San Lorenzo, antica residenza dei Canonici della Cattedrale omonima. Il chiostro, edificato nel XII secolo, è caratterizzato da due piani di archi poggianti su doppie colonnine romaniche, con capitello a foglia d'acqua. Nel XVII secolo due lati dell'edificio vennero modificati sostituendo le colonnine binate con pilastri più adeguati per supportare l'aumento di due piani richiesto per esigenze di spazio. Gli interni presentano solai lignei decorati risalenti al XIII secolo, pitture parietali all'interno delle sale al primo piano ("Sala delle Specchiature marmoree", Ciclo dei mesi, XIV secolo) e affreschi che illustrano i "Fasti del Capitolo" (XVIII secolo).

## Storia

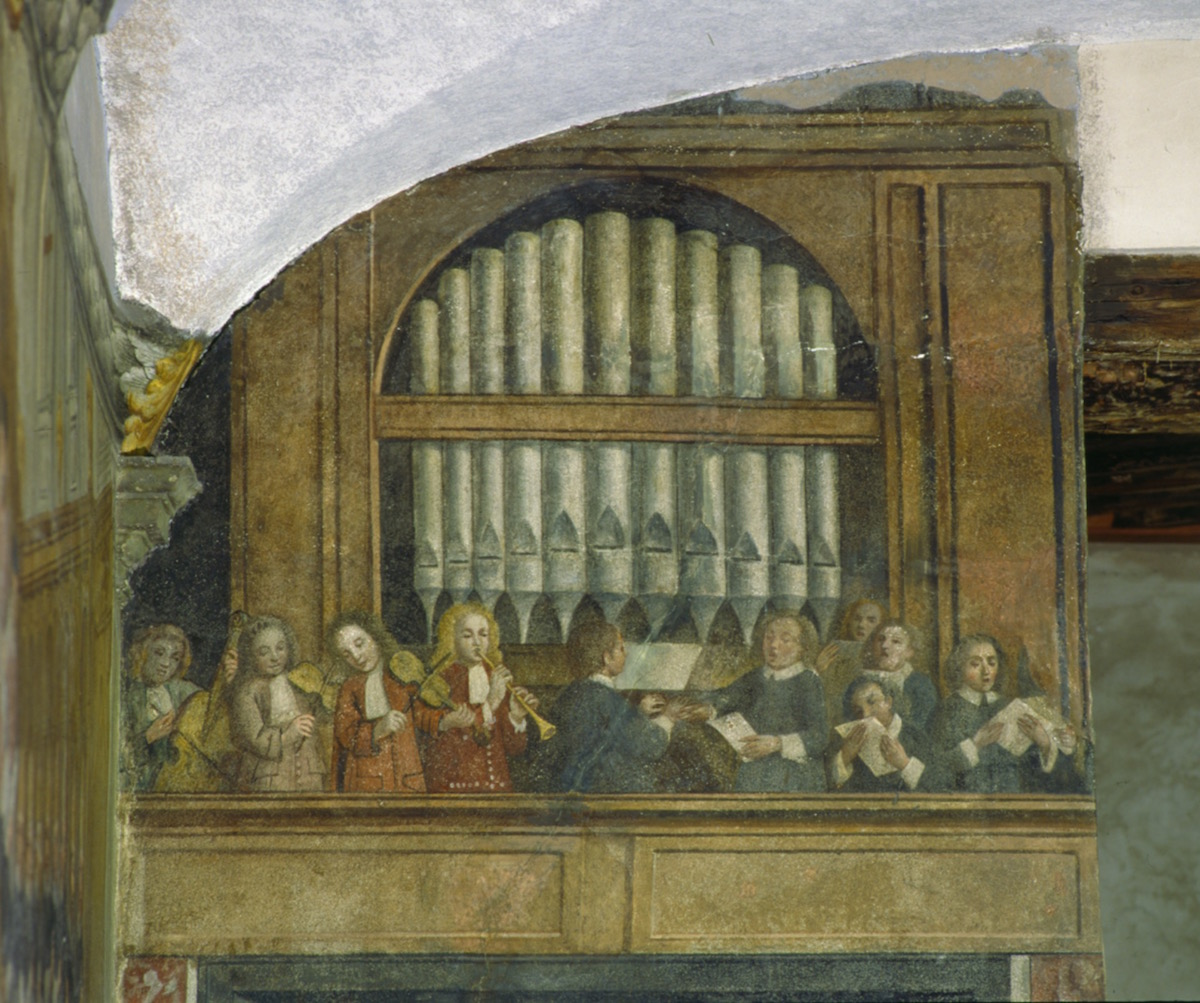
Affresco

Il Chiostro dei Canonici fu restaurato con i fondi delle Celebrazioni Colombiane, recuperando l'antico edificio canonicale e adattandolo a sede museale.
Il Museo Diocesano di Genova, inaugurato il 16 dicembre 2000, ha sede nel Palazzo dei Canonici presso lo splendido chiostro. L'edificio fu eretto tra il 1176 ed 1184 come residenza dei Canonici della Cattedrale di San Lorenzo, alla quale è collegato attraverso un passaggio pensile; ingloba un edificio del X secolo, forse un antico Palatium Vescovile.

## Opere
L'itinerario espositivo del Museo Diocesano offre al visitatore l'opportunità di approfondire la conoscenza della città, attraverso i reperti archeologici e le opere che documentano la storia della Chiesa genovese.

### Le sale sotterranee

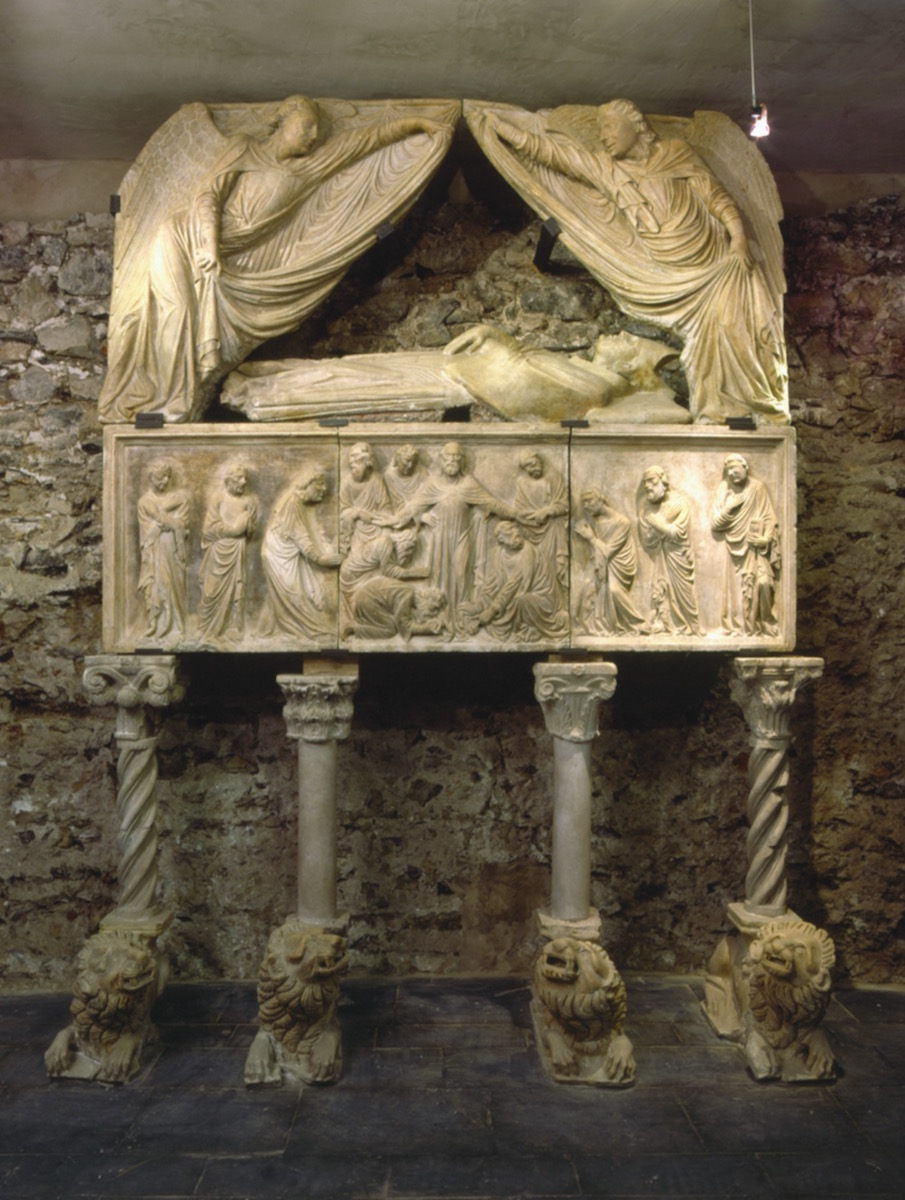
Monumento funebre del cardinale Luca Fieschi

La visita inizia dai suggestivi ambienti sotterranei, dove sono esposti i reperti archeologici, rinvenuti nell'area, e le opere più antiche del Museo, fra cui
- il Monumento funebre del cardinale Luca Fieschi (1336 circa), della scuola di Giovanni di Balduccio da Pisa

### La pittura del XIV e XV secolo
La pittura ligure, nel XIV e XV secolo, è esemplificata da opere di grande interesse storico-artistico, quali:
- il Polittico di san Bartolomeo (XIV secolo), di Barnaba da Modena;
- il Polittico della Trinità, opera dell'anonimo pittore genovese detto Maestro di Santa Maria delle Vigne;
- un frammento di affresco (1468), di Cristoforo De' Mottis, proveniente dalla Cappella de Marini in Cattedrale.

### La pittura del XVI secolo
L'evoluzione della cultura figurativa, dal tardogotico al Rinascimento, è rappresentata da una notevole sequenza di dipinti, fra i quali spiccano:
- il Polittico di san Lazzaro[non chiaro] (prima metà del XVI secolo) di Pier Francesco Sacchi, proveniente dall'omonima chiesa ora distrutta;
- il dossale con le Storie di san Giovanni Battista (prima metà del XVI secolo), di Teramo Piaggio;
- Pietà con san Giovanni Battista e san Nicola da Tolentino (prima metà del XVI secolo) di Agostino Bombelli
- Madonna con Gesù Bambino in trono e santi di Perin del Vaga (1534);
- Crocifissione di Luca Cambiaso.

### La suppellettile liturgica del XVI secolo
Ai dipinti cinquecenteschi si aggiungono le sezioni dedicate alla suppellettile liturgica coeva. Fra i tessili, oltre alle opere di manifattura ligure, spicca:
- un paliotto ricamato con il Compianto su Gesù Cristo morto (1515 circa), di manifattura fiamminga.

Fra le argenterie, sono esposte testimonianze di notevole interesse, fra cui si evidenziano:
- il Repositorio, urna in argento sbalzato, cesellato e parzialmente dorato, realizzato da argentieri genovesi, donato nel 1615 alla Chiesa di San Siro da Placidia Doria;
- l'Arca-reliquario della mano di santo Stefano (XII, con integrazioni del XV secolo), in argento sbalzato;
- la serie di bacili (XV - XVI secolo), in ottone sbalzato, cesellato e punzonato, di manifattura tedesca.

### L'arte barocca
L'ultima sezione è dedicata all'arte barocca; le committenze legate alla devozione ricoprono un ruolo fondamentale sia nello sviluppo della pittura, sia nelle arti applicate (tessuti, oreficerie, sculture lignee, oggetti processionali...). Sono qui esposte:
- la Madonna di Loreto di Domenico Fiasella;
- il Transito di santa Scolastica di Gregorio de Ferrari;
- Tobia che seppellisce i morti di Gregorio de Ferrari.